# Европско првенство у атлетици у дворани 1972 — троскок за мушкарце
Такмичење у троскоку у мушкој конкуренцији на трећем Европском првенству у атлетици у дворани 1972. 11. марта 1972. у Палати спортова у Греноблу, Француска.
Титулу европског првака освојену на Европском првенству у дворани 1971. у Софији одбранио је по трећи пут Виктор Сањејев из Совјетског Савеза.

## Земље учеснице
Учествовало је 11 троскокаша из 7 земаља.
1. Чехословачка (1)
2. Француска (1)
3. Пољска (3)
4. Румунија (1)
5. Совјетски Савез (3)
6. Југославија (1)
7. Западна Немачка (1)

## Рекорди
Извор:
| Рекорди пре почетка Европског првенства у дворани 1972.     | Рекорди пре почетка Европског првенства у дворани 1972. | Рекорди пре почетка Европског првенства у дворани 1972. | Рекорди пре почетка Европског првенства у дворани 1972. | Рекорди пре почетка Европског првенства у дворани 1972. | Рекорди пре почетка Европског првенства у дворани 1972. |
| ----------------------------------------------------------- | ------------------------------------------------------- | ------------------------------------------------------- | ------------------------------------------------------- | ------------------------------------------------------- | ------------------------------------------------------- |
| Светски рекорд                                              | Виктор Сањејев                                          | Совјетски Савез                                         | 16,95                                                   | Беч Аустрија                                            | 15. март 1970.                                          |
| Европски рекорд у дворани                                   | Виктор Сањејев                                          | Совјетски Савез                                         | 16,95                                                   | Беч Аустрија                                            | 15. март 1970.                                          |
| Рекорди европских првенстава                                | Виктор Сањејев                                          | Совјетски Савез                                         | 16,95                                                   | Беч Аустрија                                            | 15. март 1970.                                          |
| Рекорди после завршеног Европског првенства у дворани 1972. |                                                         |                                                         |                                                         |                                                         |                                                         |
| Светски рекорд                                              | Виктор Сањејев                                          | Совјетски Савез                                         | 16,97                                                   | Гренобл Француска                                       | 11. март 1972.                                          |
| Европски рекорд у дворани                                   | Виктор Сањејев                                          | Совјетски Савез                                         | 16,97                                                   | Гренобл Француска                                       | 11. март 1972.                                          |
| Рекорди европских првенстава                                | Виктор Сањејев                                          | Совјетски Савез                                         | 16,97                                                   | Гренобл Француска                                       | 11. март 1972.                                          |

## Освајачи медаља
|                                |                      |                                   |
| Виктор Сањејев Совјетски Савез | Карол Корбу Румунија | Валентин Шевченко Совјетски Савез |

## Резултати
Извор:

### Коначан пласман
| Место | Атлетичар         | Земља           | #1    | #2    | #3    | #4    | #5    | #6    | Резултат | Белешка     |
| ----- | ----------------- | --------------- | ----- | ----- | ----- | ----- | ----- | ----- | -------- | ----------- |
|       | Виктор Сањејев    | Совјетски Савез | 16,80 | 16,87 | x     | 16,47 | 16,97 | 16,96 | 16,97    | СР, ЕП, РЕП |
|       | Карол Корбу       | Румунија        | 16,40 | 16,72 | 16,73 | 16,25 | 16,89 | 16,76 | 16,89    |             |
|       | Валентин Шевченко | Совјетски Савез | 15,83 | 16,31 | 15,78 | 16,34 | 16,73 |       | 16,73    |             |
| 4.    | Генадиј Бесонов   | Совјетски Савез | 16,34 | 15,73 | 16,55 | 16,30 | 16,56 | 16,58 | 16,58    |             |
| 5.    | Милан Спасојевић  | Југославија     | x     | 16,22 | 16,29 | 15,87 | x     | x     | 16,29    |             |
| 6.    | Михаел Зауер      | Западна Немачка | 16,15 | 16,27 | 15,92 | 15,81 | 15,96 | 15,82 | 16,27    |             |
| 7.    | Бернаер Ламитје   | Француска       | 16,03 | 15,68 | 16,26 | x     | x     | x     | 16,26    |             |
| 8.    | Михил Јоахимовски | Пољска          | x     | x     | 16,21 | x     | 16,11 | x     | 16,21    |             |
| 9.    | Анджеј Ласоцки    | Пољска          | 15,57 | 15,86 | x     |       |       |       | 15,86    |             |
| 10.   | Вацлав Фишер      | Чехословачка    | 15,40 | x     | 15,64 |       |       |       | 15,64    |             |
| 11.   | Еугењош Бишкупски | Пољска          | x     | x     | 15,38 |       |       |       | 15,38    |             |

## Укупни биланс медаља у троскоку за мушкарце после 3. Европског првенства у дворани 1970—1972.
|    | Земља           |   |   |   |   |
| -- | --------------- | - | - | - | - |
| 1. | Совјетски Савез | 3 | 0 | 2 | 5 |
| 2, | Румунија        | 0 | 2 | 1 | 3 |
| 3. | Источна Немачка | 0 | 1 | 0 | 1 |
|    | Укупно {3}      | 3 | 3 | 3 | 9 |

|    | Атлетичар      | Земља           |   |   |   |   |
| -- | -------------- | --------------- | - | - | - | - |
| 1. | Виктор Сањејев | Совјетски Савез | 3 | 0 | 0 | 3 |
| 2. | Карол Корбу    | Румунија        | 0 | 2 | 0 | 2 |